# Turba (religion)
Pour les articles homonymes, voir Turba.

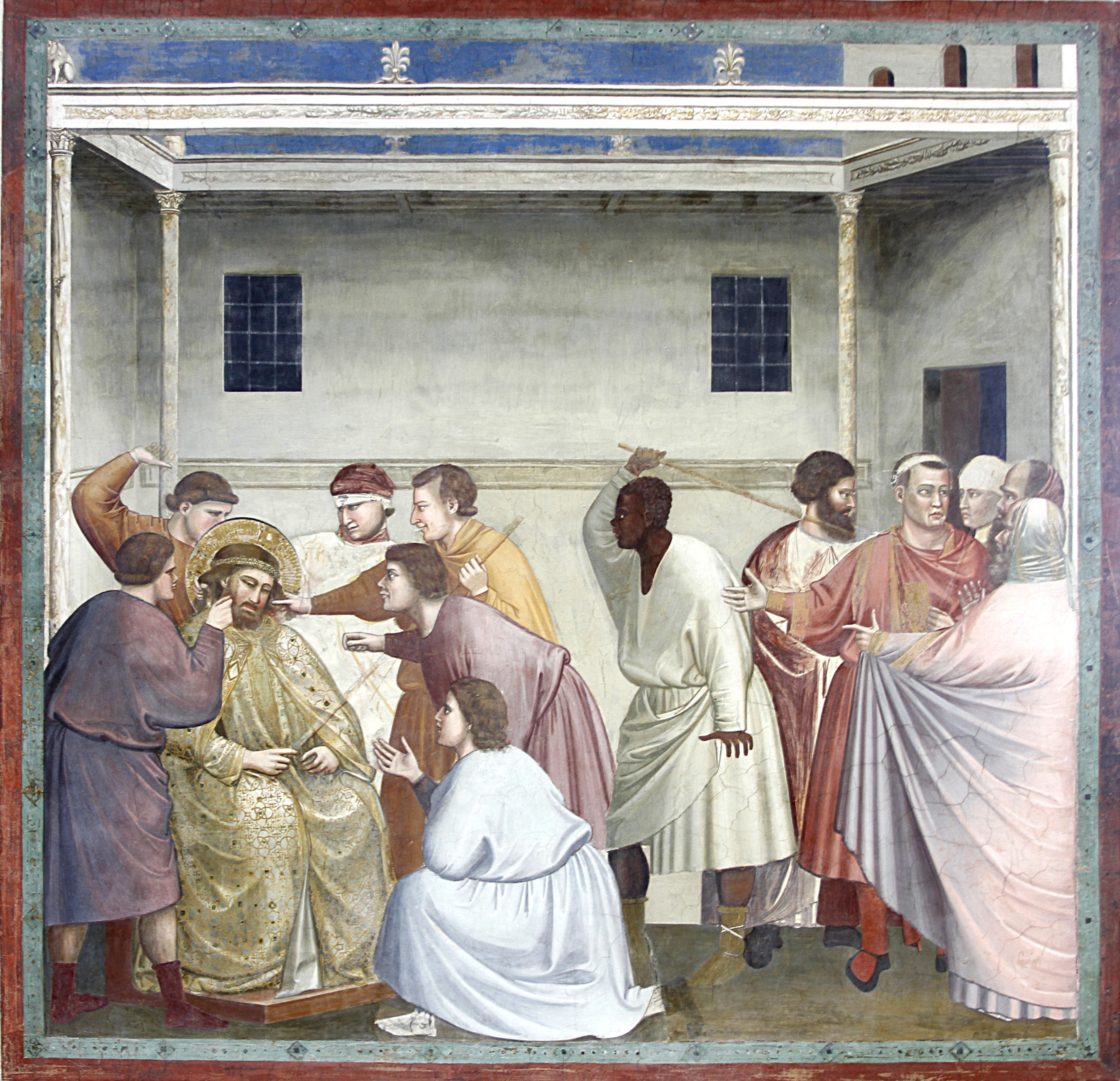
Giotto di Bondone. La Flagellation de Jésus, 1303-1306, une des 53 fresques de la chapelle des Scrovegni, Padoue, Italie. En l'occurrence, le groupe de personnages qui frappent et invectivent Jésus évoquent les « turbae »

Turba, dans les passions de la musique sacrée, peut désigner tout groupe de personnes, y compris les disciples de Jésus-Christ.

## Étymologie
Turba (pluriel : turbae), est un mot latin signifiant « foule », « multitude », mais aussi « brouhaha » ou encore « perturbation ».

## Emploi dans la musique sacrée chrétienne
Le mot « Turba », lorsqu’il est employé dans la musique sacrée chrétienne, se réfère spécifiquement à la Passion du Christ. C’est le terme technique pour désigner les chœurs qui, dans les passions, oratorios et autres œuvres vocales, représentent des groupes de personnes directement impliquées dans l'action (Juifs, soldats romains et aussi les disciples).
Les chœurs opposés, quant à eux, commentent l'action, complètent les soliloques des personnages individuels de l’œuvre interprétée. 
Dans la Matthäuspassion (La Passion selon Saint Matthieu)  (SWV 479) composée en 1664 par le compositeur allemand Heinrich Schütz, la turba est composée des groupes suivants :
- Les disciples de Jésus ;
- Les grands prêtres ;
- Les scribes et les anciens ;
- Les pharisiens ;
- Les Juifs, les soldats et le centurion ;
- La foule.

De manière similaire, les chœurs de la turba se retrouvent dans différentes scènes de la Passion selon saint Matthieu, BWV 244, et de la Passion selon saint Jean, BWV 245, de  Jean-Sébastien Bach. Comme dans l’œuvre de Schütz, la turba est composée des disciples de Jésus, du peuple juif, des soldats romains.
Dans ces Passions musicales, la mise en scène de foules excitées, permet d'obtenir de puissants effets dramaturgiques, la violence de la foule contrastant avec la douceur du Christ.